# Charrais
Charrais és un municipi francès situat al departament de la Viena i a la regió de la Nova Aquitània. L'any 2007 tenia 845 habitants.

## Demografia

### Població
El 2007 la població de fet de Charrais era de 845 persones. Hi havia 312 famílies de les quals 49 eren unipersonals (21 homes vivint sols i 28 dones vivint soles), 104 parelles sense fills, 145 parelles amb fills i 14 famílies monoparentals amb fills.
La població ha evolucionat segons el següent gràfic:
Habitants censats

### Habitatges
El 2007 hi havia 340 habitatges, 312 eren l'habitatge principal de la família, 13 eren segones residències i 15 estaven desocupats. 333 eren cases i 1 era un apartament. Dels 312 habitatges principals, 267 estaven ocupats pels seus propietaris, 43 estaven llogats i ocupats pels llogaters i 2 estaven cedits a títol gratuït; 3 tenien una cambra, 8 en tenien dues, 28 en tenien tres, 93 en tenien quatre i 181 en tenien cinc o més. 245 habitatges disposaven pel capbaix d'una plaça de pàrquing. A 90 habitatges hi havia un automòbil i a 206 n'hi havia dos o més.

### Piràmide de població
La piràmide de població per edats i sexe el 2009 era:
| Homes | Edats   | Dones |
| ----- | ------- | ----- |
| 0     | 95 o +  | 0     |
| 0     | 90 a 94 | 1     |
| 3     | 85 a 89 | 4     |
| 3     | 80 a 84 | 10    |
| 12    | 75 a 79 | 7     |
| 11    | 70 a 74 | 14    |
| 14    | 65 a 69 | 11    |
| 14    | 60 a 64 | 16    |
| 20    | 55 a 59 | 17    |
| 22    | 50 a 54 | 25    |
| 20    | 45 a 49 | 26    |
| 29    | 40 a 44 | 18    |
| 28    | 35 a 39 | 29    |
| 21    | 30 a 34 | 20    |
| 28    | 25 a 29 | 23    |
| 25    | 20 a 24 | 14    |
| 29    | 15 a 19 | 23    |
| 27    | 10 a 14 | 20    |
| 22    | 5 a 9   | 28    |
| 19    | 0 a 4   | 21    |

## Economia
El 2007 la població en edat de treballar era de 527 persones, 435 eren actives i 92 eren inactives. De les 435 persones actives 410 estaven ocupades (217 homes i 193 dones) i 26 estaven aturades (10 homes i 16 dones). De les 92 persones inactives 35 estaven jubilades, 37 estaven estudiant i 20 estaven classificades com a «altres inactius».

### Ingressos
El 2009 a Charrais hi havia 350 unitats fiscals que integraven 971,5 persones, la mediana anual d'ingressos fiscals per persona era de 18.766 €.

### Activitats econòmiques
Dels 16 establiments que hi havia el 2007, 4 eren d'empreses de construcció, 3 d'empreses de comerç i reparació d'automòbils, 3 d'empreses d'informació i comunicació, 5 d'empreses de serveis i 1 d'una empresa classificada com a «altres activitats de serveis».
Dels 4 establiments de servei als particulars que hi havia el 2009, 1 era un paleta, 1 guixaire pintor, 1 fusteria i 1 electricista.
L'any 2000 a Charrais hi havia 23 explotacions agrícoles que ocupaven un total de 544 hectàrees.

## Equipaments sanitaris i escolars
El 2009 hi havia una escola elemental integrada dins d'un grup escolar amb les comunes properes formant una escola dispersa.

## Poblacions més properes
El següent diagrama mostra les poblacions més properes.